# Asilus biparitus
Asilus biparitus är en tvåvingeart som beskrevs av Macquart 1849. Asilus biparitus ingår i släktet Asilus och familjen rovflugor.
Artens utbredningsområde är Algeriet. Inga underarter finns listade i Catalogue of Life.